# Die Beschneidung (Bellini)
Die Beschneidung ist ein Ölgemälde, das um 1500 in der Schule des italienischen Malers Giovanni Bellini entstand. Es ist in der Nationalgalerie in London ausgestellt, seine Maße sind 75 × 102 cm. Die Szene zeigt Jesu Beschneidung acht Tage nach seiner Geburt (Lukasevangelium 2: 21). Der dunkle Hintergrund des Gemäldes verrät den genauen Ort nicht. Die Besonderheit dieser Ikonographie ist, dass das Kind nicht wie üblich auf dem Knie des Sandaq sitzt.
Bellini zeigt das Jesuskind bei der Beschneidung mit geballten Fäusten, was dessen Entschlossenheit zu demonstrieren scheint, diesen blutigen Eingriff mutig über sich ergehen zu lassen.

## Beschreibung
Das Gemälde zeigt eine Menschengruppe, die hinter einem Altar steht. Männer und Frauen stehen getrennt. Links befinden sich der Hohepriester und ein bärtiger Mann mit weißen Handschuhen, der den Umhang des sogenannten Mohels hält, dessen Oberseite das Licht reflektiert. Der Hohepriester beugt sich über den Tisch und sein langer Bart fällt zwischen seine Händen, die an der Leiste des Jesuskindes liegen. Sein Blick ist auf die durchgeführte Operation konzentriert. Mit seinen Fingern – das Messer ist außer Sicht – beschneidet er die Vorhaut des Säuglings. Zwischen ihm und dem Jesuskind steht Joseph, der ein rotes Gewand, einen Bart und Kurzhaar trägt. In der Mitte der Szene ruht das nackte Kind auf einem blauen Kissen. Sein Kopf ist nach hinten geneigt, seine Glieder sind rundlich dargestellt. Auf der rechten Seite stehen zwei Frauen am Tisch: Eine ist die Jungfrau Maria, die ihr Kind hält. Sie trägt einen hellblauen Schal auf dem Kopf, ihr Kleid ist rot und ihr Gürtel ist grün mit roten Streifen. Sie bedeckt ihre Schultern mit einem blauen Mantel. Die Person ganz rechts ist eine junge Frau mit gelbem Kopfschmuck, die vielleicht die ba’al brit ist, die seit dem 15. Jahrhundert bei der Zeremonie anwesend war (ähnlich der christlichen Taufpatin). In Venedig wies ihr gelber Kopfschmuck auf die aschkenasische jüdische Gemeinde. Ihre mit Perlen bestickten Gewänder zeigen einen hohen sozialen Status. Perlen symbolisierten während der Renaissance die Jungfräulichkeit Marias und die Jungfrauengeburt Jesu. Im Vordergrund zeigt eine Inschrift den Namen des Künstlers „Ioannes Bellinus“ in Großbuchstaben an.